# Tossal de Tarragó
El Turó de Tarragó és una muntanya de 548 metres que es troba al municipi de Valls, a la comarca de l'Alt Camp.